# Autonomes Jugendzentrum
Unter einem autonomen Jugendzentrum versteht man ein selbstverwaltetes Jugendhaus. Träger sind in der Regel lokale Initiativen oder eingetragene Vereine.
Aus Sicht der Träger und Nutzer von autonomen Jugendzentren geht das Konzept über Jugendfreizeit-Einrichtungen hinaus. Gerade der demokratisch partizipatorische Anspruch der Selbstverwaltung ist Ziel des autonomen Jugendzentrums, der von angestellten professionellen Kräften nicht geleistet werden kann.
Das älteste selbstverwaltete noch bestehende Jugendzentrum in Deutschland ist das der Aktion Jugendzentrum Backnang e. V., gegründet und ins Vereinsregister eingetragen am 6. April 1971. Ebenfalls 1971 entstand die selbstverwaltete Aktion Jugendzentrum Neumünster e. V. (AJZ).

## Idee der autonomen Jugendzentren
Es soll ein Freiraum geschaffen und den Jugendlichen die Möglichkeit geboten werden, ihre freie Zeit selbst zu gestalten und nach ihren Vorstellungen mit Leben zu füllen. Nur wenn sich genügend Jugendliche beteiligen und regelmäßig engagieren, können solche Projekte überleben, da nur Veranstaltungen stattfinden, wenn sie von den Jugendlichen selbst organisiert worden sind. Dies soll schon früh das Verantwortungsgefühl der Beteiligten fördern und sie zum autonomen Denken erziehen, da alle Entscheidungen gemeinsam von allen sich am Jugendzentrum beteiligenden Jugendlichen gefällt werden müssen. Angestrebt werden sollen dabei Entscheidungen im Konsens.
Solche Konzepte zielen darauf ab, dass Jugendliche eine Konsummentalität ablegen müssen, da in den Zentren nichts geboten wird, was die Benutzer nicht selbst initiiert haben. Der Gewinn ist ein maximales Maß an Gestaltungsfreiheit für die Jugendlichen. Durch den Wegfall an Personal entfallen auch dessen Kosten – die gesparten Mittel werden in den Zentren möglichst direkt in die Freizeitangebote investiert und zur Subventionierung der Preise, beispielsweise für Getränke, verwendet.

## Bekannte autonome Jugendzentren

### Deutschland

#### Bargteheide
- Autonomes Jugendhauses Bargteheide[2]

#### Berlin
- Drugstore (seit 1972)
- Georg-von-Rauch-Haus (seit 1971)

#### Bielefeld
- Arbeiterjugendzentrum Bielefeld (seit 1973)

#### Burglengenfeld
- Autonomes Jugendzentrum Burglengenfeld (seit 1974) (Anti-WAAhnsinns-Festival)

#### Göttingen
- Juzi (Jugendzentrum Innenstadt)[3]

#### Hannover
- UJZ Glocksee und UJZ Kornstraße in Hannover (beide seit 1972)

#### Norderstedt
- Soziales Zentrum Norderstedt

#### Reutlingen
- Kulturschock Zelle (ursprünglich gegründet 1968 als Galerie Zelle)

#### Tübingen
- Epple-Haus (seit 1972)
- Kulturschock Zelle e. V. autonom und selbstverwaltet, seit 1968[4]

#### Weil der Stadt
- Jugendhaus Kloster

### Österreich

#### Wien
- Kulturzentrum Gassergasse (von 1981 bis zur Räumung in 1983)

### Dänemark

#### Kopenhagen
- Ungdomshuset